# Lacul Lighet

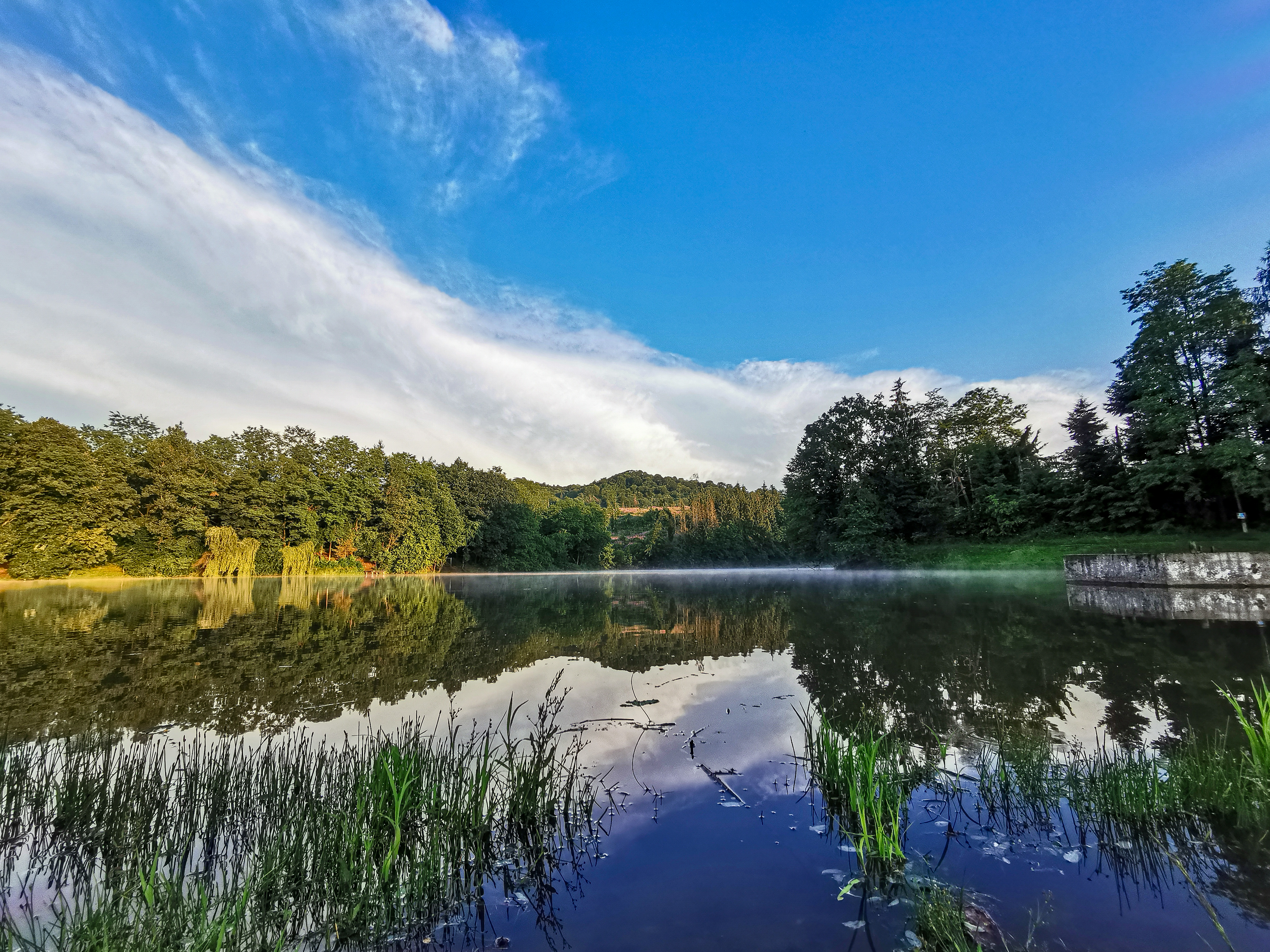
Lacul Lighet

Lacul Lighet este situat pe partea de sud-est a orașului Târgu Lăpuș și a fost realizat în anul 1975, prin bararea pârâului Nireș, numit și Lighet. Suprafața lacului atinge 4 ha, iar adâncimea apei variază de la 0,5 m la 6 m, fiind administrat de Asociația de pescuit „Cheile Lăpușului” Târgu Lăpuș.
Volumul lacului este de 0,075 milioane de metri cub, loc ideal pentru peștii, care populează lacul. Pescarii pot prinde aici: crap, caras, amur, fitofag, albișoara, roșioara și biban. Lacul este înconjurat de pădure și a fost amenajat aici și o bază de agrement.